# Czechowice (Czechowice-Dziedzice)
Czechowice (niem. Czechowitz, czes. Čechovice) – dawna wieś, obecnie część miasta Czechowice-Dziedzice. Czechowice położone są w południowo-zachodniej części miasta.
System TERYT wyodrębnia dwa obszary: Czechowice Dolne (SIMC 0939125) i Czechowice Górne (SIMC 0939131). Czechowice Górne rozpościerają się w okolicy ulicy Kopernika, a Czechowice Górne w rejonie ulicy Legionów. 
Czechowice Górne stanowią jedno z dziewięciu formalnych osiedli miasta. Obejmują także Czechowice Dolne, Krzywą, Podraj, Prusiec i Zbijów.

## Historia
W źródłach historycznych z XV wieku pojawiają się informacje o 3 wioskach znajdujących się na obecnym obszarze miasta: Czechowicach, Dziedzicach i Żebraczy (obecnie północno-wschodniej dzielnicy miasta). Pierwsze wzmianki w dokumentach w przypadku Czechowic pochodzą z 1430. Już w XIV wieku Czechowice były wsią szlachecką. Na przełomie XIV i XV wieku jej właścicielami byli bracia Mikołaj i Zbrosław. W latach 30. XV wieku jej właścicielem był Mikołaj Czelo, którego rodzina w następnych dziesięcioleciach urosła do jednej z najbardziej znaczących rodzin szlacheckich księstwa cieszyńskiego. Najstarsze osadnictwo Czechowic rozciągało się wzdłuż Potoku Czechowickiego.
Do połowy XIX w. Czechowice były niewielką wsią graniczną na północno-wschodnim krańcu Księstwa Cieszyńskiego. Później rozwój tych miejscowości był ściśle związany z biegnącymi tędy liniami kolejowymi. Według austriackiego spisu ludności z 1900 w Czechowicach w 420 budynkach na obszarze 2831 hektarów mieszkało 3964 osób, co dawało gęstość zaludnienia równą 140 os./km², z tego 3798 (95,8%) mieszkańców było katolikami, 72 (1,8%) ewangelikami a 94 (2,4%) wyznawcami judaizmu, 3481 (87,8%) było polsko-, 253 (6,4%) niemiecko- a 46 (1,2%) czeskojęzycznymi. Do 1910 roku łączna liczba mieszkańców wzrosła do 7056 osób.
Po upadku monarchii austro-węgierskiej w 1918 i podziale Śląska Cieszyńskiego w 1920, Czechowice znalazły się w granicach Polski, a od 28 lipca 1920 roku do woj. śląskiego (powiat bielski). Rozwój przemysłowy Dziedzic, pociągnął wkrótce za sobą rozwój Czechowic. Powstała m.in. fabryka Spółki Akcyjnej Przemysłu Elektrycznego „Czechowice” (1921), Fabryka Kabli Clement Zahm Spółka z o.o. (1928), fabryki zapałek, maszyn i pomp, rowerów, papieru i wiele innych. Wysoka była też aktywność kulturalna i polityczna mieszkańców; powstało m.in. kilka domów kultury. W latach 30. w dzielnicy Lesisko powstało nowe centrum administracyjno-usługowe w ówczesnej gminie Czechowice.
W okresie okupacji niemieckiej tereny te zostały włączone do Rzeszy Niemieckiej. 1 października 1941 okupant połączył gminy jednostkowe Czechowice i Dziedzice w zbiorową gminę Czechowice-Dziedzice. Polskie władze usankcjonowały tę zmianę 1 grudnia 1945. 1 stycznia 1951 gminie nadano status miasta. Utworzone w 1951 roku miasto nosiło nazwę Czechowice do 21 listopada 1958 roku, kiedy to przemianowano je na Czechowice-Dziedzice.